# Parenties (Pyrénées-Atlantiques)
Pour les articles homonymes, voir Parenties.
Parenties est une ancienne commune française du département des Pyrénées-Atlantiques. Le 20 juin 1842, la commune fusionne avec Guinarthe pour former la nouvelle commune de Parenties-Guinarthe. Le 16 mai 1845 la commune devient Guinarthe-Parenties.

## Géographie
Le village est situé au sud de Sauveterre-de-Béarn.

## Toponymie
Le toponyme Parenties apparaît sous les formes 
Paranthies (1385, censier de Béarn), 
Paranthias (vers 1540, réformation de Béarn) et 
Saint-Pierre de Paranties (1612, insinuations du diocèse d'Oloron).
Son nom béarnais est Parentias.

## Histoire
Paul Raymond note qu'en 1385, Parenties comptait 9 feux et dépendait du bailliage de Sauveterre. Il y avait une abbaye laïque à Parenties, vassale de la vicomté de Béarn.

## Démographie
| 1793 | 1800 | 1806 | 1821 | 1831 | 1836 |
| ---- | ---- | ---- | ---- | ---- | ---- |
| 117  | 132  | 127  | 106  | 119  | 145  |

## Pour approfondir